# Never Learn Not to Love
«Never Learn Not to Love» es una «canción» grabada por The Beach Boys de su álbum 20/20, además de ser editada como lado B de "Bluebirds over the Mountain". Es un título citado frecuentemente en la biografía del conjunto estadounidense, por estar implicada con Charles Manson, ya que este se adjudicó una versión propia llamada "Cease to Exist", cuando en los créditos solo aparecía Dennis Wilson.

## Dennis Wilson y Charles Manson
Charles Manson conoció a Dennis Wilson (baterista de The Beach Boys) a mediados de 1968. De acuerdo con su amigo y luego letrista, Stanley Shapiro, un día mientras Dennis conducía por la carretera subió a dos chicas que hacían auto-stop a su coche que resultaron ser miembros del clan Manson y no dejaban de nombrar a Charlie Manson como "el mago". El asunto despertó interés en Dennis. Según Dennis, a la noche siguiente al regresar a su casa en Malibú (California) de una sesión de grabación a las 3:00 a. m., se encontró en la entrada con un hombre de corta estatura y barba, que se le acercó. Dennis le preguntó: "¿Me vas a lastimar?", a lo que el hombrecillo le respondió: "¿Crees que estoy aquí para lastimarte, hermano?", y se arrodilló para besarle los zapatos (esta era una de la aperturas preferidas de Manson). Cuando Dennis entró a su casa acompañado de Manson, se encontró con una docena de desconocidos en su casa, la gran mayoría mujeres, el punto débil de Dennis.
Manson llegó a grabar algunas canciones con The Beach Boys, según él mismo relata:

Yo estaba con Dennis en el estudio de grabación de su hermano, que era más grande que la mayoría de los estudios comerciales.... hicimos una sesión, dejando alrededor de diez canciones.

Si bien el grupo ha negado enérgicamente que existan dichas grabaciones (incluso con coproducciones de Carl y Brian, y no de Dennis como tantas veces se había dicho), el ingeniero Stephen Desper afirmó que las mismas existen, e incluso dijo que el material de Manson era "bastante bueno... tenía talento musical".

## Producción
Antes de que el álbum comenzara a grabarse, Dennis tomó la canción "Cease to Exist" de Charles Manson (que al parecer fue escrito por Manson para el grupo), y la canción fue reelaborada por Wilson para The Beach Boys; así, algunas de las letras se habían cambiado, y lo mismo ocurrió con la música y melodía, que fueron reescritas con menos influencia del blues. Parte de las revisiones en la letra incluyeron el cambio de la apertura de "Cease to Exist" para "Cease to Resist", lo que se tradujo en el cambio del título a "Never Learn Not to Love".
Manson había dicho explícitamente a Dennis que no se debía modificar la letra por ningún motivo, pero sí podía hacer lo que quisiera con la música. En cualquier caso la melodía básica en gran parte estaba sin cambios.
Cuando "Never Learn Not to Love" fue lanzado por The Beach Boys como lado B del sencillo "Bluebirds over the Mountain" a finales de 1968, fue acreditando únicamente a Dennis -con la letra cambiada y nuevo puente- y como resultado Manson lo amenazó de muerte. Según Van Dyke Parks, colaborador de Brian para SMiLE, cuando Manson quería hacer realidad su amenaza, a Dennis lo golpeaban o le mandaban mensajes intimidantes, como una bala y una carta con un mensaje críptico.

## Grabación
"Never Learn Not to Love" fue grabada entre el 11 y 17 de septiembre de 1968 en el estudio hogareño de Brian Wilson en Bel Air, California, con Dennis y Carl Wilson en la supervisión de la producción. La canción fue mezclada en mono para la edición en sencillo, sin la introducción de platillos al revés que se encuentra en la versión del álbum.